# Ethel Williams

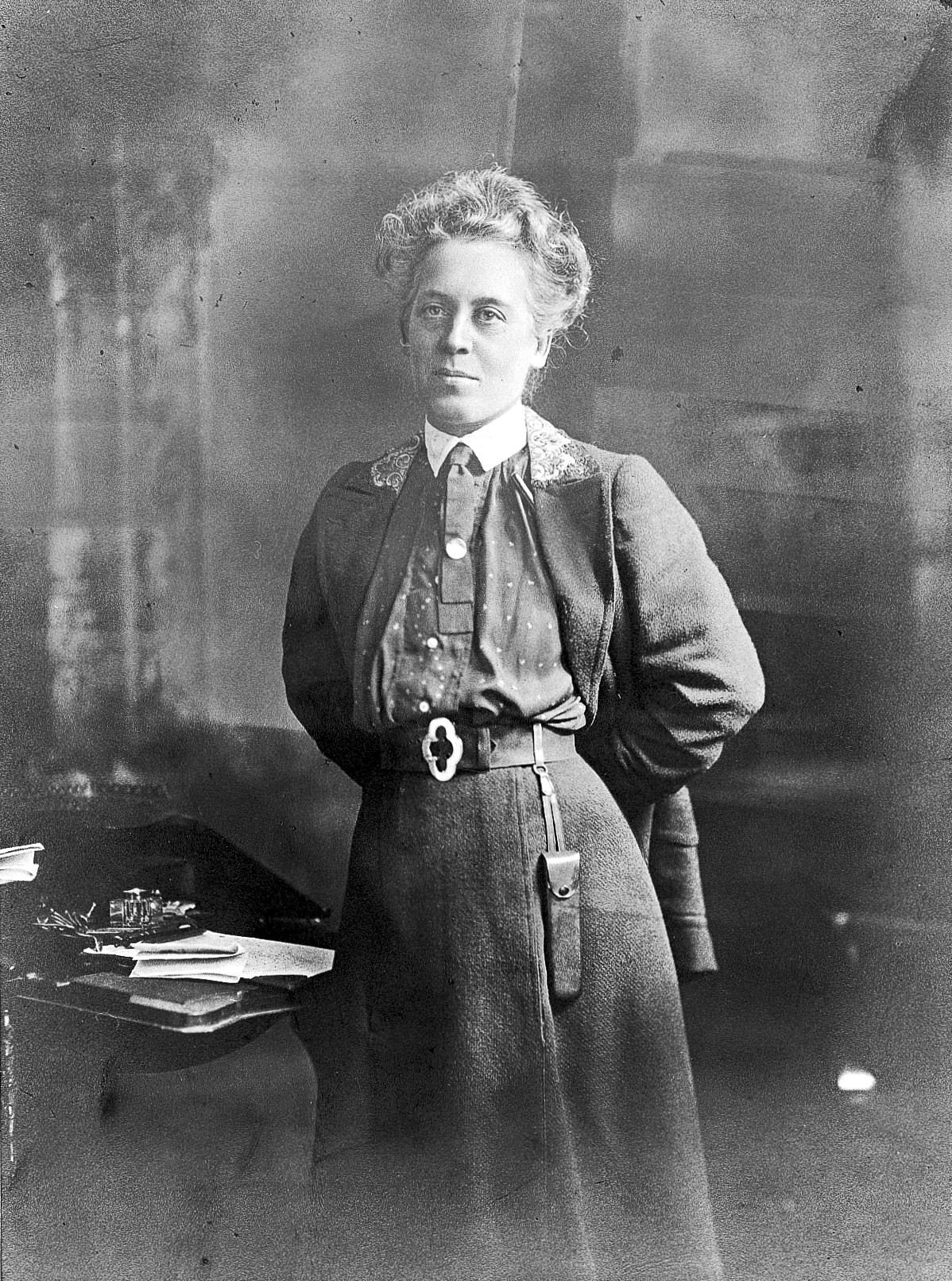
Ethel M. N. Williams

Ethel Mary Nucella Williams (* 8. Juli 1863 in Cromer, England; † 29. Januar 1948 in London, England) war eine britische Medizinerin und Frauenrechtlerin. Sie gründete 1906 als erste Frau eine Allgemeinmedizinpraxis in Newcastle und war 1917 Mitbegründerin des Northern Women's Hospital. Sie war Gründungsmitglied der Women's International League for Peace and Freedom (WILPF) und 1917 der Medical Women's Federation.

## Leben und Werk

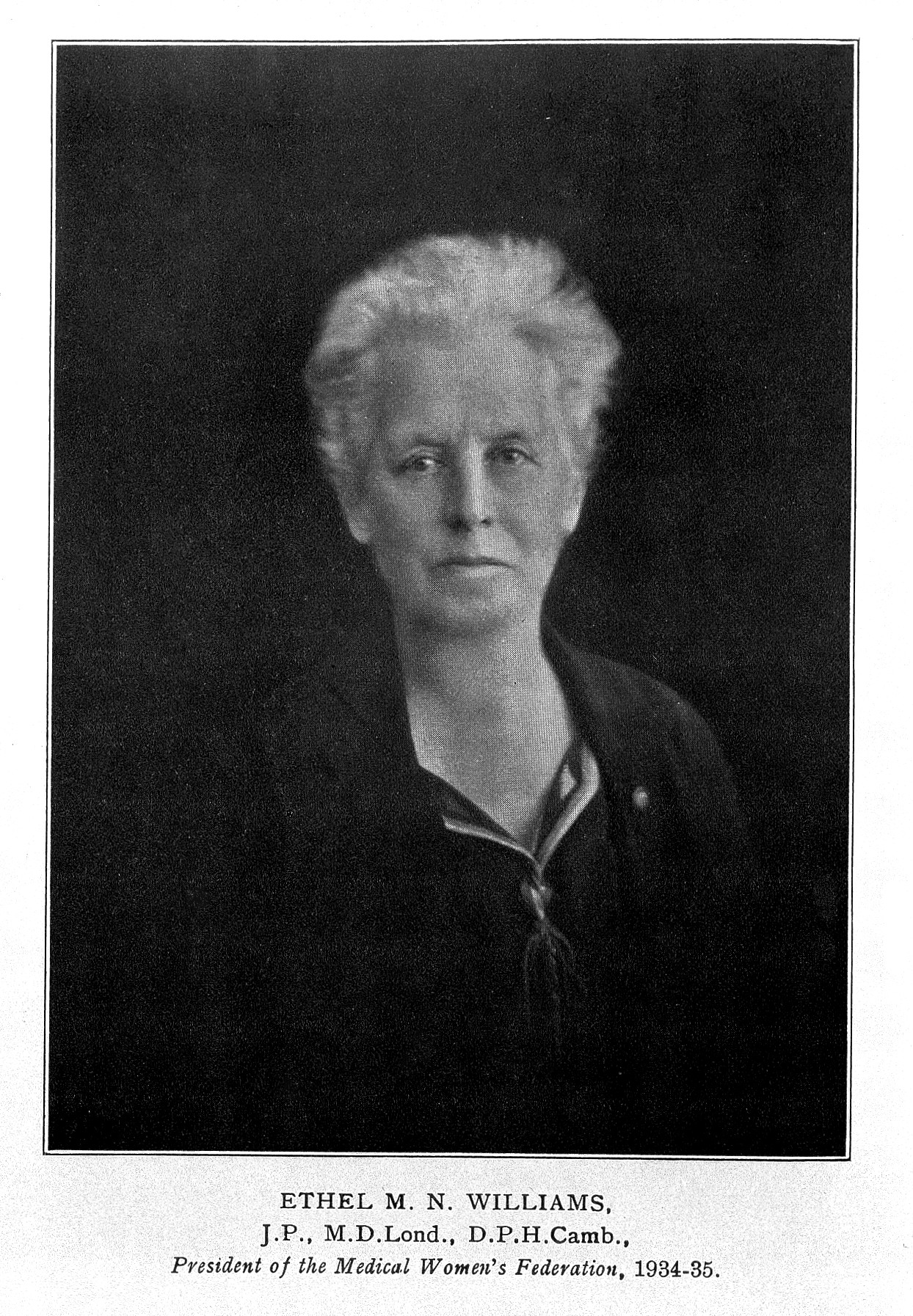
Ethel M. N. Williams

Williams besuchte die Norwich High School for Girls und das Newnham College der University of Cambridge. Ihr Vater war ein Freund von Lewis Carroll und ihre Mutter stammte aus einer Familie, zu der auch der Arzt William Harvey gehörte. Trotz ihres Abschlusses an der London School of Medicine for Women musste Williams ihr Praktikum im Ausland absolvieren, da Frauen zu dieser Zeit nicht in britischen Krankenhäusern ausgebildet wurden. Nachdem sie in Paris und Wien medizinische Erfahrungen gesammelt hatte, schloss sie 1891 ihr Studium an der London School of Medicine for Women mit einem MB ab und erhielt 1895 einen MD-Abschluss. 1899 erlangte sie das Cambridge Diploma in Public Health und begann ihre medizinische Laufbahn als Assistenzärztin am Clapham Mutterschaftskrankenhaus und am Blackfriars Dispensary für Frauen und Kinder.
Anschließend zog sie als erste Ärztin der Stadt nach Newcastle upon Tyne. 1906 gründete sie zusammen mit ihrer Kollegin und Freundin Ethel Bentham, einem Mitglied der Independent Labour Party (ILP), eine Allgemeinmedizinpraxis in Ellison Place. Beide Frauen wurden in der North East Society for Women's Suffrage aktiv, die der National Union of Women's Suffrage Societies (NUWSS) angegliedert war.
Williams erlangte 1906 ihren Führerschein und war die erste Frau im Norden Englands, die ein Auto fuhr. Dies erwies sich bei der Organisation von Märschen und Prozessionen als sehr nützlich. Sie nahm am „Mud March“ von 1907 in London teil, der ersten von der NUWSS in London organisierten Prozession, die aufgrund der Wetterbedingungen an diesem Tag so genannt wurde. Über 3.000 Frauen aus allen Gesellschaftsschichten nahmen an diesem Marsch teil. Williams war im Folgenden an weiteren Prozessionen in Newcastle beteiligt.
1909 wurde sie in den Senat der University of Durham berufen und war später Mitglied des Newcastle Education Committee und Friedensrichterin.

## Aktivitäten als Pazifistin
Als der Krieg ausbrach, gründete sie ein Komitee von Frauenorganisationen, um Flüchtlingen und Arbeiterinnen bei Kleidung, Gesundheitsversorgung und Beschäftigung zu helfen. Sie schloss sich der Union of Democratic Control an, einer Interessengruppe, die sich für eine stärkere demokratische Rechenschaftspflicht bei der Gestaltung der britischen Außenpolitik einsetzte. 1915 meldete sie sich als eine von 180 britischen Frauen für den Frauenfriedenskongress in Den Haag an, jedoch verweigerte ihr das britische Außenministerium einen Pass. Im Oktober 1915 beteiligte sie sich an der Gründung der Women's International League (WIL), der britischen Sektion der späteren WILPF.
Während des Ersten Weltkriegs unterstützte sie die pazifistischen Ziele des Internationalen Frauenkongresses und betonte die Auswirkungen von Seeblockaden auf hungernde Flüchtlinge. Sie war eine der britischen Frauen, die am zweiten WILPF-Kongress teilnahmen, der im Mai 1919 in Zürich stattfand. Im Sommer 1919 besuchte sie Wien, um für WILPFs Publikation Towards a Permanent Peace über die Auswirkungen der Nahrungsmittelknappheit zu berichten. Sie verurteilte die alliierte Blockade, da diese Unterernährung und Rachitis bei Kindern in der Stadt verursachte.
Williams verließ die Liberale Partei, weil diese das Frauenwahlrecht nicht akzeptierte, und arbeitete eng mit der Independent Labour Party zusammen. Sie wurde Tutorin für die Workers' Educational Association und richtete zahlreiche Kurse für Frauengesundheit ein. Sie spielte eine wichtige Rolle bei der Betreuung europäischer Flüchtlinge zwischen den beiden Weltkriegen und war maßgeblich an der Einrichtung stationärer Pflege zur Verbesserung der Qualität psychisch kranker Menschen beteiligt.
1924 zog sie sich aus der Arztpraxis zurück und zog in ein Haus, das sie mit der Mathematikerin Frances Hardcastle in Stocksfield in Northumberland gebaut hatte. Sie engagierte sich weiterhin in der Friedensbewegung, organisierte die Tyneside League of Nations Union, empfing häufig ausländische Besucher und nahm an Friedenskonferenzen teil. Von 1934 bis 1936 war sie Präsidentin der Medical Women's Federation. Während des Zweiten Weltkriegs kehrte sie nach Newcastle zurück, wo sie sich freiwillig meldete, um bei Luftangriffen zu helfen.
Williams starb am 29. Januar 1948 in Stocksfield, nur wenige Monate vor der Gründung des National Health Service.

## Ehrungen
- 1950 benannte die Newcastle University zu ihrem Gedenken ein neues Studentenwohnheim mit dem Namen Ethel Williams Halls of Residence. Dieses Gebäude wurde Ende der 1990er Jahre abgerissen und die Wohnstraße heißt heute Williams Park[7][8]
- 2018 wurde eine „blaue Gedenktafel“ an ihrem ehemaligen Wohnsitz in Osborne Terrace angebracht